# Grand Prix 1931

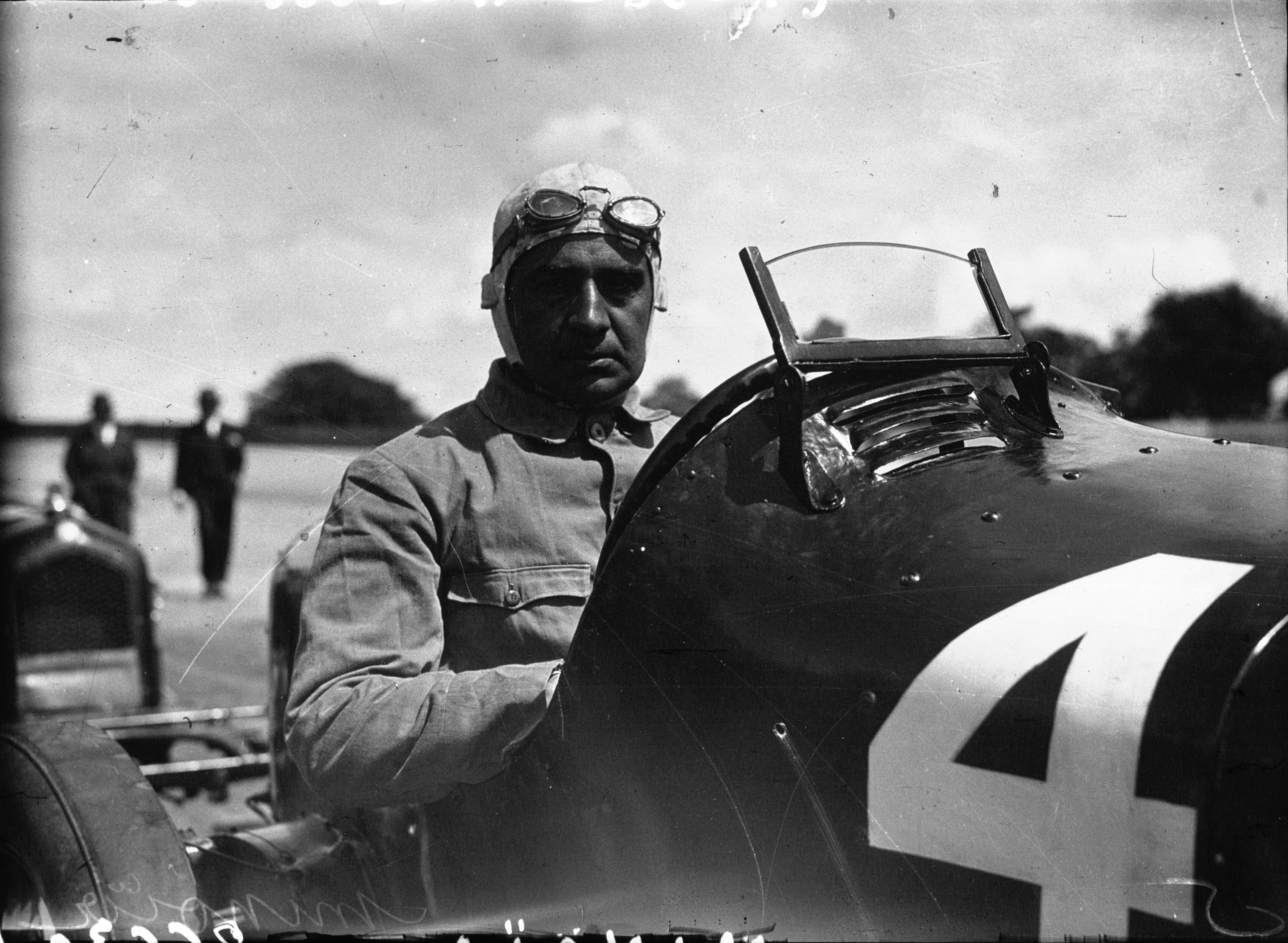
Ferdinando Minoia vann det första mästerskapet.

Grand Prix-säsongen 1931 var första året med Europamästerskapet för Grand Prix-förare. Europamästare blev Ferdinando Minoia för Alfa Romeo.

## Slutställning EM
| Placering | Förare              | Poäng |
| --------- | ------------------- | ----- |
| 1         | Ferdinando Minoia   | 9     |
| 2         | Giuseppe Campari    | 9     |
| 3         | Baconin Borzacchini | 11    |
| 4         | Albert Divo         | 12    |
| =         | Guy Bouriat         | 12    |
| =         | Achille Varzi       | 12    |
| =         | Louis Chiron        | 12    |

## Grand Prix i EM
| Grand Prix            | Bana              | Vinnande förare         | Vinnande tillverkare |
| --------------------- | ----------------- | ----------------------- | -------------------- |
| Italiens Grand Prix   | Monza             | Giuseppe Campari        | Alfa Romeo           |
| Italiens Grand Prix   | Monza             | Tazio Nuvolari          | Alfa Romeo           |
| Frankrikes Grand Prix | Montlhéry         | Louis Chiron            | Bugatti              |
| Frankrikes Grand Prix | Montlhéry         | Achille Varzi           | Bugatti              |
| Belgiens Grand Prix   | Spa-Francorchamps | William Grover-Williams | Auto Union           |
| Belgiens Grand Prix   | Spa-Francorchamps | Caberto Conelli         | Auto Union           |

## Grand Prix utanför mästerskapet
| Grand Prix                  | Bana          | Vinnande förare         | Vinnande tillverkare |
| --------------------------- | ------------- | ----------------------- | -------------------- |
| Tunis Grand Prix            | Karthago      | Achille Varzi           | Bugatti              |
| Circuit d'Esterel Plage     | Saint-Raphaël | Philippe Étancelin      | Bugatti              |
| Monacos Grand Prix          | Monte Carlo   | Louis Chiron            | Bugatti              |
| Circuito di Alessandria     | Alessandria   | Achille Varzi           | Bugatti              |
| Targa Florio                | Madonie       | Tazio Nuvolari          | Alfa Romeo           |
| Picardie Grand Prix         | Péronne       | "Ivernel"               | Bugatti              |
| Casablanca Grand Prix       | Anfa          | Stanislas Czaykowski    | Bugatti              |
| Genèves Grand Prix          | Meyrin        | Marcel Lehoux           | Bugatti              |
| Roms Grand Prix             | Littorio      | Ernesto Maserati        | Maserati             |
| Lvivs Grand Prix            | Lviv          | Hans Stuck              | Mercedes-Benz        |
| Eifelrennen                 | Nürburgring   | Rudolf Caracciola       | Mercedes-Benz        |
| Marnes Grand Prix           | Reims         | Marcel Lehoux           | Bugatti              |
| Circuit du Vaucluse         | Avignon       | Frédéric Toselli        | Bugatti              |
| Tysklands Grand Prix        | Nürburgring   | Rudolf Caracciola       | Mercedes-Benz        |
| Dieppe Grand Prix           | Dieppe        | Philippe Étancelin      | Alfa Romeo           |
| Coppa Ciano                 | Livorno       | Tazio Nuvolari          | Alfa Romeo           |
| Avusrennen                  | AVUS          | Rudolf Caracciola       | Mercedes-Benz        |
| Circuit du Dauphiné         | Grenoble      | Philippe Étancelin      | Alfa Romeo           |
| Grand Prix du Comminges     | Saint-Gaudens | Philippe Étancelin      | Alfa Romeo           |
| Coppa Acerbo                | Pescara       | Giuseppe Campari        | Alfa Romeo           |
| Monzas Grand Prix           | Monza         | Luigi Fagioli           | Maserati             |
| La Baule Grand Prix         | La Baule      | William Grover-Williams | Bugatti              |
| Tjeckoslovakiens Grand Prix | Brno          | Louis Chiron            | Bugatti              |
| Brignoles Grand Prix        | Brignoles     | René Dreyfus            | Bugatti              |
| Mountain Championship       | Brooklands    | Henry Birkin            | Maserati             |